# اوله رایاسالو
اوله رایاسالو (استونیایی: Ülle Rajasalu؛ زادهٔ ۶ مهٔ ۱۹۵۳) سیاستمدار و نماینده سابق مجلس اهل استونی است.